# Potrokilo (manzana)
Potrokilo es el nombre de una variedad cultivar de manzano (Malus domestica). Esta manzana está cultivada en diversos viveros entre ellos algunos dedicados a conservación de árboles frutales en peligro de desaparición. La manzana 'Potrokilo' es originaria de Guipúzcoa, donde tuvo su mejor época de cultivo comercial en la década de 1960, y actualmente en menor medida aún se encuentra para la elaboración de sidra.

## Sinónimos
- "Manzana Potrokilo",[6][7][8]
- "Potrokilo Sagarra".

## Historia
'Potrokilo' es una variedad de manzana cultivada en Guipúzcoa está considerada incluida en las variedades locales autóctonas muy antiguas, cuyo cultivo se centraba en comarcas muy definidas. Se caracterizaban por su buena adaptación a sus ecosistemas y podrían tener interés genético en virtud de su adaptación. Estas se podían clasificar en dos subgrupos: de mesa y de sidra (aunque algunas tenían aptitud mixta). Es muy apreciada en la elaboración de sidra.
'Potrokilo' es una variedad mixta, clasificada como de cocina, también se utiliza en la elaboración de sidra; difundido su cultivo en el pasado por los viveros comerciales y cuyo cultivo en la actualidad se ha reducido a huertos familiares y muy apreciada en la elaboración de sidra.

## Características
El manzano de la variedad 'Potrokilo' tiene un vigor medio; florece a inicios de mayo; tubo del cáliz en forma de embudo corto, y con los estambres situados en su mitad.
La variedad de manzana 'Potrokilo' tiene un fruto de tamaño grande a muy grande; forma cónica con el vértice muy estrecho, y la cavidad inferior muy ancha, con los lados uniformes, lo que le confiere un contorno de cierta regularidad; piel gruesa, dura y bastante brillante; con color de fondo amarillo al madurar, siendo el color del sobre color rojo intenso y amarillo, importancia del sobre color alto, siendo su reparto en chapa / rayas, con chapa lavado de rojo en la zona de insolación, y una sensibilidad al "russeting" (pardeamiento áspero superficial que presentan algunas variedades) medio; pedúnculo de tamaño corto y grueso, anchura de la cavidad peduncular es ancha, profundidad de la cavidad pedúncular es media con un fruncimiento en el borde, en la pared se cubre con un "russeting" que sobresale de la cavidad en forma de mancha, y con una  importancia del "russeting" en cavidad peduncular alta; anchura de la cavidad calicina muy estrecha, profundidad de la cav. calicina media, con un ligero fruncimiento en la pared, y de la importancia del "russeting" en cavidad calicina media; ojo pequeño y cerrado; sépalos triangulares  en la base.
Carne de color blanco. Textura blanda, algo esponjosa, y de poco zumo y mucho aroma; sabor característico de la variedad, soso, muy apreciada en la elaboración de sidra; corazón de tamaño medio, desplazado. Eje abierto. Celdas arriñonadas, cartilaginosas de color verde claro. Semillas aristadas, puntiagudas, de tamaño medio, color marrón claro uniforme.
La manzana 'Potrokilo' tiene una época de maduración y recolección tardía en el otoño, se recolecta desde mediados de octubre hasta inicios de noviembre, madura durante el invierno aguanta varios meses más. Tiene uso mixto pues se usa como manzana de cocina, y también como manzana para elaboración de sidra.